# Наше Різдво на Донеччині
«Наше Різдво на Донеччині» — всеукраїнський фестиваль, який проводився в місті Покровськ 27 та 28 грудня 2018.

## Історія
Фестиваль був запланований і проведений Донецькою обласною адміністрацією та Покровською міською радою 27 та 28 грудня 2018 року на честь пам'яті українського композитора Миколи Леонтовича та 100-річчя його всесвітньо відомої композиції «Щедрик».
В рамках фестивалю проходив Всеукраїнський конкурс хорових колективів «Щедрик Фест».

### Рекорди
28 грудня 2018 на фестивалі були встановлені два національні рекорди України:
- Наймасовіше виконання «Щедрика»;
- Святкова ялинка з найбільшою кількістю різдвяних дзвоників — 5042 одиниць.

### Пам'ятник
Цього ж дня було відкрито скульптурну композицію «Сухарниця», яка є точною копією дерев'яної тарелі, виготовленої батьком Леонтовича, залишеної композитором на станції Гришине, нині Покровськ.
Оригінал сухарниці, на якій зображена ластівка, зберігається в фондах Покровського історичного музею.